# Jan Chtiej
Jan Chtiej (* 9. Dezember 1937 in Guesnain) ist ein ehemaliger polnisch-französischer Radrennfahrer.

## Sportliche Laufbahn
Jan Chtiej wurde in einer Familie polnischer Einwanderer in Frankreich geboren, kehrte aber später nach Polen zurück, wo er mit dem Radsport begann.
Er war Teilnehmer der Olympischen Sommerspiele 1960 in Rom. Im olympischen Straßenrennen kam er auf den 54. Rang. Im Mannschaftszeitfahren wurde Polen mit Bogusław Fornalczyk, Wiesław Podobas, Jan Chtiej und Mieczysław Wilczewski auf dem 10. Platz klassiert. 1960 siegte er im Eintagesrennen Puchar Ministra Obrony Narodowej.
Sechsmal startete er in der Polen-Rundfahrt, erreichte aber keinen Podiumsplatz. 1963 gewann er zwei Etappen. Er kehrte nach den Olympischen Spielen nach Frankreich zurück und fuhr von 1964 bis 1968 als Berufsfahrer. In Frankreich nahm er später den Namen Jean-Pierre Chtiej an.

## Familiäres
Er ist der Bruder des Radrennfahrers Roman Chtiej.